# Đồng hồ phân tử
Đồng hồ phân tử (tiếng Anh: molecular clock) là một kỹ thuật sinh học sử dụng nhịp độ đột biến (mutation rate) của các phân tử sinh học để suy ra thời gian (tuổi) trong giai đoạn tiền sử khi hai hoặc nhiều dạng sống khác nhau phân kỳ di truyền với nhau, tức sự chia tách loài từ tổ tiên chung. Dữ liệu phân tử sinh học được sử dụng cho các tính toán như vậy thường là trình tự nucleotid đối với chuỗi DNA hoặc trình tự amino acid đối với protein. Các điểm đánh dấu để xác định tỷ lệ đột biến thường là tuổi hóa thạch hoặc khảo cổ học .
Đồng hồ phân tử lần đầu tiên được Emile Zuckerkandl và Linus Pauling thử nghiệm năm 1962  với các biến thể protein hemoglobin của các loài động vật khác nhau và thường được sử dụng trong quá trình tiến hóa phân tử để ước tính thời gian của sự hình thành loài hoặc tỏa tia tiến hóa (? Evolutionary radiation). Vì thế đôi khi nó được gọi là đồng hồ gene hoặc đồng hồ tiến hóa, và là phương tiện quan trọng trong di truyền phân tử .

## Nghiên cứu và hiệu chuẩn
Năm 1962 Emile Zuckerkandl (1922-2013) và Linus Pauling (1901 – 1994) nhận thấy rằng các amino acid của hemoglobin đã trở nên khác biệt nhiều hơn theo thời gian tiến hóa riêng biệt của hai loài. Họ đã khái quát các quan sát của họ với giả thuyết rằng tỷ lệ đột biến của bất kỳ protein nào trong quá trình tiến hóa là không đổi theo thời gian.
Năm 1967 Allan Wilson (1934 –1991) và Vincent Sarich (1934 – 2012) áp dụng giả thuyết này nói riêng đối với sự tiến hóa của Hominini (con người và các tổ tiên hóa thạch của họ) . Năm 2012 đã tính toán lại với phạm vi thời gian mới, đặc biệt đối với sự phát triển của Homo sapiens đã thể hiện rõ đáng kể so với kết quả cũ .